# Seicercus tephrocephalus
A Seicercus tephrocephalus a verébalakúak (Passeriformes) rendjébe, ezen belül a füzikefélék (Phylloscopidae) családjába és a Seicercus nembe tartozó faj. 10-11 centiméter hosszú. Ázsia délkeleti részének erdőiben él; kelet-Kínától észak-Vietnámon keresztül kelet-Indiáig költ, télen délebbre vándorol, Thaiföld középső részéig. Többnyire rovarokkal táplálkozik.

## Fordítás
- Ez a szócikk részben vagy egészben  a   Grey-crowned warbler című angol Wikipédia-szócikk fordításán alapul.  Az eredeti cikk szerkesztőit annak laptörténete sorolja fel. Ez a jelzés csupán a megfogalmazás eredetét és a szerzői jogokat jelzi, nem szolgál a cikkben szereplő információk forrásmegjelöléseként.